# Бехер Вернер
Бехер Вернер (англ. Becher, Werner) — німецький військовик часів Другої світової війни, звання СС Унтершарфюрер (SS -  Unterscharfuhrer). Добровільно пішов на співпрацю з німецьким урядом й був направлений до військ СС. 
Бехер Вернер народився 26 квітня 1912 року в містечку Аннаберґ (Annaberg), що в Саксонія. Розпочав свою кар'єру в НСДАП та нацистських підрозділах правопорядку, а згодом працював в Центрі евтаназії «Зонненштайн». Згодом його вже було направлено до СС підрозділу табору «Собібор», де він керував робітничо-сортувальним табором (з серпня по листопад 1942 року - начальник «кампуса 3»). 
Опісля війни його було звинувачено у причетності до військових злочинів за часи Другої світової війни. Вернера Бехера так й не було віднайдено, оскільки його сліди губляться наприкінці війни в Італії, де він, по закінченню «Операції Рейнгард» теж облаштовував табір для військовополонених.